# The Look for Roxette
«The Look for Roxette» — книга, написанная шведским поклонником группы Roxette Робертом Торзелиусом в 2002 году. Полное название книги — «The look for Roxette. The illustrated worldwide discography & price guide». Книга написана на английском языке, издана в Стокгольме, издательство Premium publishing.
Книга содержит 592 страницы, размеры 24.2 x 17.4 x 3.6 см.

## Бонус-диск с песнями
К книге прилагается CD с четырьмя демоверсиями песен, любезно предоставленными для издания Пером Гессле. Песни ранее нигде не издавались; две из них впоследствии стали альбомными треками Roxette, а две другие исполнили и записали другие артисты.
1. Stay (At Home, At work, At Play) 4.02

Слова: Пер Гессле, музыка: Пер Гессле и Матс МП Перссон

Издание: Jimmy Fun Music, записано: © Jimmy Fun Music, 2002

Лицензия от Roxette Recordings AB

Ранее не издававшаяся демоверсия. Записана на студии Tits & Ass Studio в Хальмстаде в июле 1995 года. Исполнена Пером Гессле и Матсом МП Перссоном. Мике Сид Андерссон на ударных. Инженер записи Матс МП Перссон. Датская певица Ann-Louise позднее записала эту песню на свой дебютный альбом, выпущенный в 1996 году на студии Mega Records.

2. I Do Believe 3.13

Слова и музыка: Пер Гессле

Издание: Hip Happy, записано: © Hip Happy, 2002

Лицензия от Roxette Recordings AB

Ранее не издававшаяся демоверсия. Записана на студии Tits & Ass Studio в Хальмстаде 24 июля 1999 года. Исполнена Пером Гессле и Матсом МП Перссоном. Бэк-вокал: Камилла Андерссон. Инженер записи Матс МП Перссон. Позднее эту песню записала норвежская певица Paris, её альбом вышел в 2001 году на студии Columbia Records.

3. Looking For Jane 3.20

Слова: Пер Гессле, музыка: Пер Гессле и Матс МП Перссон

Издание: Hip Happy, записано: © Hip Happy, 2002

Лицензия от Roxette Recordings AB

Ранее не издававшаяся демоверсия. Записана на студии Tits & Ass Studio в Хальмстаде 15 февраля 2000 года. Исполнена Пером Гессле и Матсом МП Перссоном. Бэк-вокал: Камилла Андерссон. Инженер записи Матс МП Перссон. Пер Гессле исполняет главную вокальную партию. Позднее, песня была перезаписана с Мари Фредрикссон для альбома Roxette «Room Service» (2001).

4. Waiting for the Rain 3.51

Слова и музыка: Мари Фредрикссон

Издание: Shock the Music, записано: © Shock the Music, 2002

Лицензия от Roxette Recordings AB

Ранее не издававшаяся демоверсия. Записана на студии Винден в Юрсхольме в 1997 году (дома у Мари Фредрикссон). Исполняется Мари и её друзьями. Инженер записи Микаэль Болиош (муж Мари). Окончательная версия записана на альбоме Roxette «Have a Nice Day» (1999)